# Hecyra marmorata
Hecyra marmorata là một loài bọ cánh cứng trong họ Cerambycidae.